# Nicholas Poppe
Nicholas N. Poppe (1897-1991) fue un importante lingüista ruso.
También es conocido como Nikolaus Pope, con su primer nombre en su forma alemana. Citado a menudo como N.N. Pope en publicaciones académicas. 

## Aportaciones a la lingüística
Pope fue uno de los principales especialistas en las lenguas mongólicas y la gran familia de las lenguas altaicas que pertenecen, según varios lingüistas, a las mismas familias que los lenguajes Mongólicos, Turcos y Tungúsicos. También concibió la posibilidad de incluir al coreano dentro de los lenguajes altaicos, si bien siempre teniendo en cuenta la evidencia de que su inclusión era menos probable que la inclusión del mongólico, el turco y el tungúsico.
También son conocidos sus estudios sobre el alfabeto de 'Phags-pa.